# Karl Theodor Bluth
Karl Theodor Bluth (* 5. Mai 1892 in Berlin; † 5. März 1964 in London) war ein deutscher Psychiater und Schriftsteller.

## Leben
Er studierte zunächst Literatur und Philosophie in Bonn, Berlin und Jena und schloss seine Studien im Jahre 1914 ab. Im Mai 1918 schrieb er sich an der Universität Rostock zum Medizinstudium ein. Bereits in jungen Jahren schrieb er Poesie und Theaterstücke und konnte 1918 einen ersten, expressionistisch geprägten Gedichtband veröffentlichen. Von 1923 bis 1924 arbeitete er in Bayern in der Psychiatrie, kehrte dann aber nach Berlin zurück, um sein Medizinstudium fortzusetzen. Dies beendete er erfolgreich mit einer Dissertation über Medizingeschichtliches bei Novalis.
1930 war sein 1924 geschriebenes, gegen totalitäre Herrschaftsformen gerichtetes Stück Die Empörung des Lucius in Berlin verboten worden. Im Jahre 1934 emigrierte er, der nun zu den „verbrannten Dichtern“ gehörte, nach Lateinamerika und zwei Jahre später nach England, zunächst nach Nottingham, wo er am Central Hospital arbeitete, und dann nach London, wo er im Stadtteil Kensington eine erfolgreiche Praxis eröffnete. Als Arzt mit unorthodoxen psychopharmakologischen Methoden, als zeitlebens selbst kreativ tätiger Mensch, der z. B. englische Lyrik schrieb, konnte er vielen Künstlern und Künstlerinnen Wege aus der Krankheit aufzeigen, ohne sich als Kreativen aufgeben zu müssen. Der deutsche Schauspieler Conrad Veidt, der Dichter David Gascoigne, der Schriftsteller George Barker, der Maler Julian Trevelyan, der Schriftsteller und Herausgeber Cyril Connolly, der Kunstsammler und Mäzen Peter Watson und Arthur Koestler – alle Briten – und die ebenfalls britische Schriftstellerin, Malerin und Innenarchitektin Anna Kavan, die nicht nur seine Patientin, sondern zudem seine engste Freundin wurde, zählen zu seinen berühmten Patienten.

## Werke
- Lyrische Sammlungen und Einzelgedichte
- Schauspiele
- Essays; Aufsätze und Vorträge über Johannes R. Becher, Heinrich Mann, Alfred Wolfenstein u. a.
- Briefe, Johannes R. Becher, Ludwig Binswanger, Richard Friedenthal, Ludwig Meidner, Friedrich Michael, Hans J. Rehfisch, Wilhelm Sternfeld u. a.
- Arbeitsnotizen u. a.
- Lebensläufe u. a.